# Darling Point
Darling Point è un sobborgo costiero di Sydney in Australia.

## Geografia fisica
Darling Point sorge su una piccola penisola affacciata sula Baia di Sydney. Si trova a circa 4 chilometri a est del CBD.

## Origini del nome
L'area era originariamente chiamata Eurambi, Yarranabbi, Yarrandabbi e Yaranabe dalle genti aborigene locali. Fu chiamata Darling Point in onore di Elizabeth Darling, moglie di Ralph Darling, governatore del Nuovo Galles del Sud dal 1825 al 1831.